# Andrakammarvalet i Sverige 1869
Andrakammarvalet i Sverige 1869 hölls under år 1869. 

## Valsystem
Sverige var i valet uppdelat på 174 valkretsar, 136 på landsbygden och 38 i städerna. Samtliga landsbygdsvalkretsar och de flesta stadsvalkretsarna hade ett mandat var. De större städerna hade dock flera mandat, dessa var: Stockholm (13 mandat), Göteborg (5 mandat), Malmö (2 mandat) och Norrköping (2 mandat). Totalt valde alltså städerna 56 riksdagsledamöter av andra kammarens sammanlagt 192 ledamöter.
Valsättet var en blandning av indirekta- och direkta val. Indirekta val, som utfördes av elektorer, var vanligast på landsbygden medan direkta val var vanligast i städerna.
Rösträtt till andra kammaren hade män som var över 21 år och hade inkomst på minst 800 riksdaler per år eller ägde en fastighet taxerad till minst 1 000 riksdaler, eller arrenderade en fastighet taxerad till minst 6 000 riksdaler. För att vara valbar skulle man ha fyllt 25 år och bo i valkretsen.

## Valresultat
SCB förde ingen rikstäckande statistik över valet. Tabellen avser istället riksdagen 1870 och baseras på bokserien Tvåkammarriksdagen 1867–1970 som ger uppgifter kring riksdagsledamöters partitillhörighet. Det ska påpekas att partigrupperingarna var relativt diffusa och att partibyten inte var ovanliga.

### Mandat
| Parti  | Parti                 | Städerna | Landsbygden | Totalt |
| ------ | --------------------- | -------- | ----------- | ------ |
|        | Lantmannapartiet      | 4        | 82          | 86     |
|        | Ministeriella partiet | 9        | 2           | 11     |
|        | Nyliberala partiet    | 5        | 6           | 11     |
|        | Partilösa             | 38       | 46          | 84     |
| Totalt | Totalt                | 56       | 136         | 192    |

## Fotnoter
1. ↑  Sveriges historia under 1800- och 1900-talen, Lars-Arne Norborg